# 卫星新闻转播

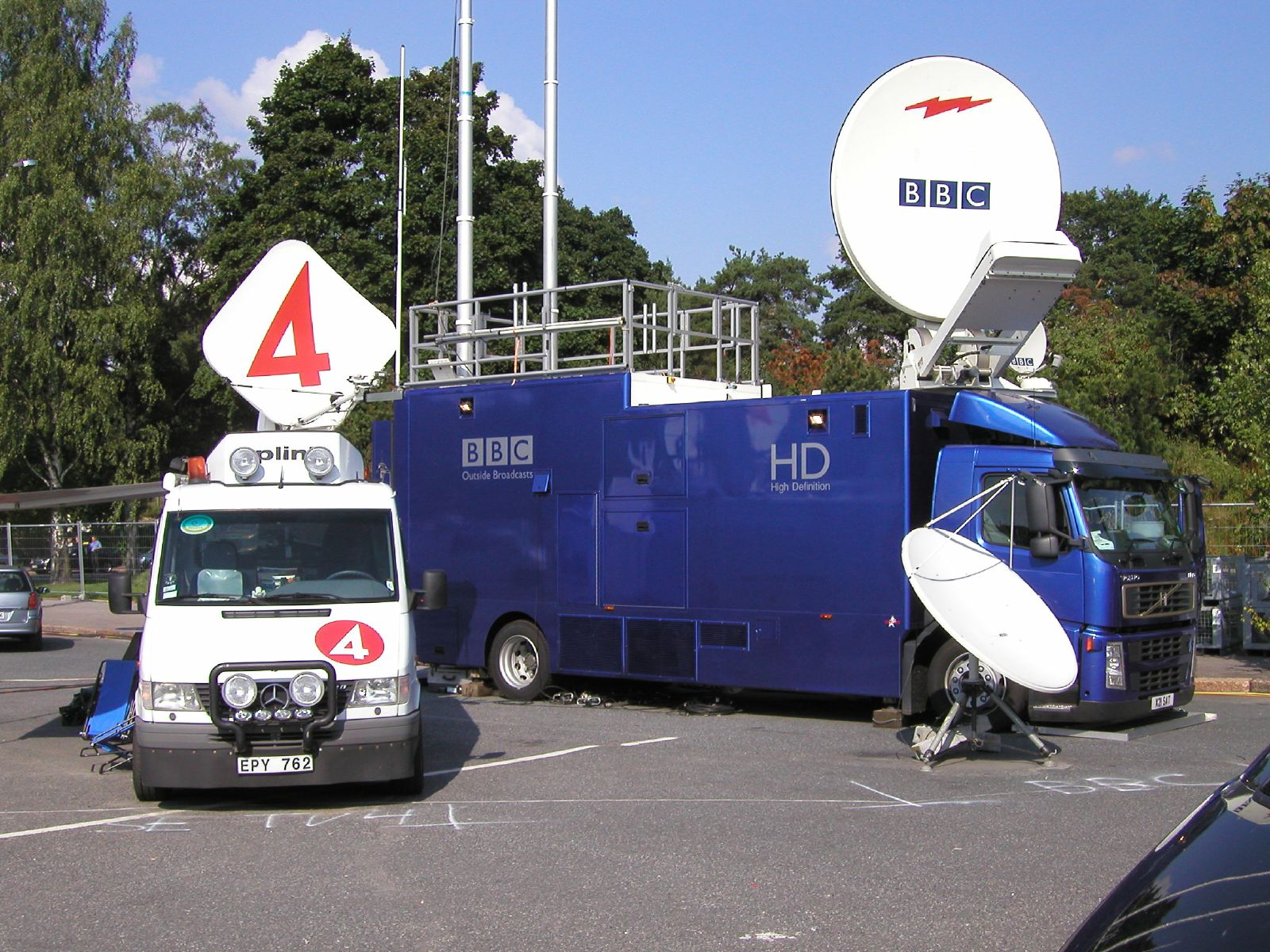
瑞典TV4與英國廣播公司的衛星轉播車

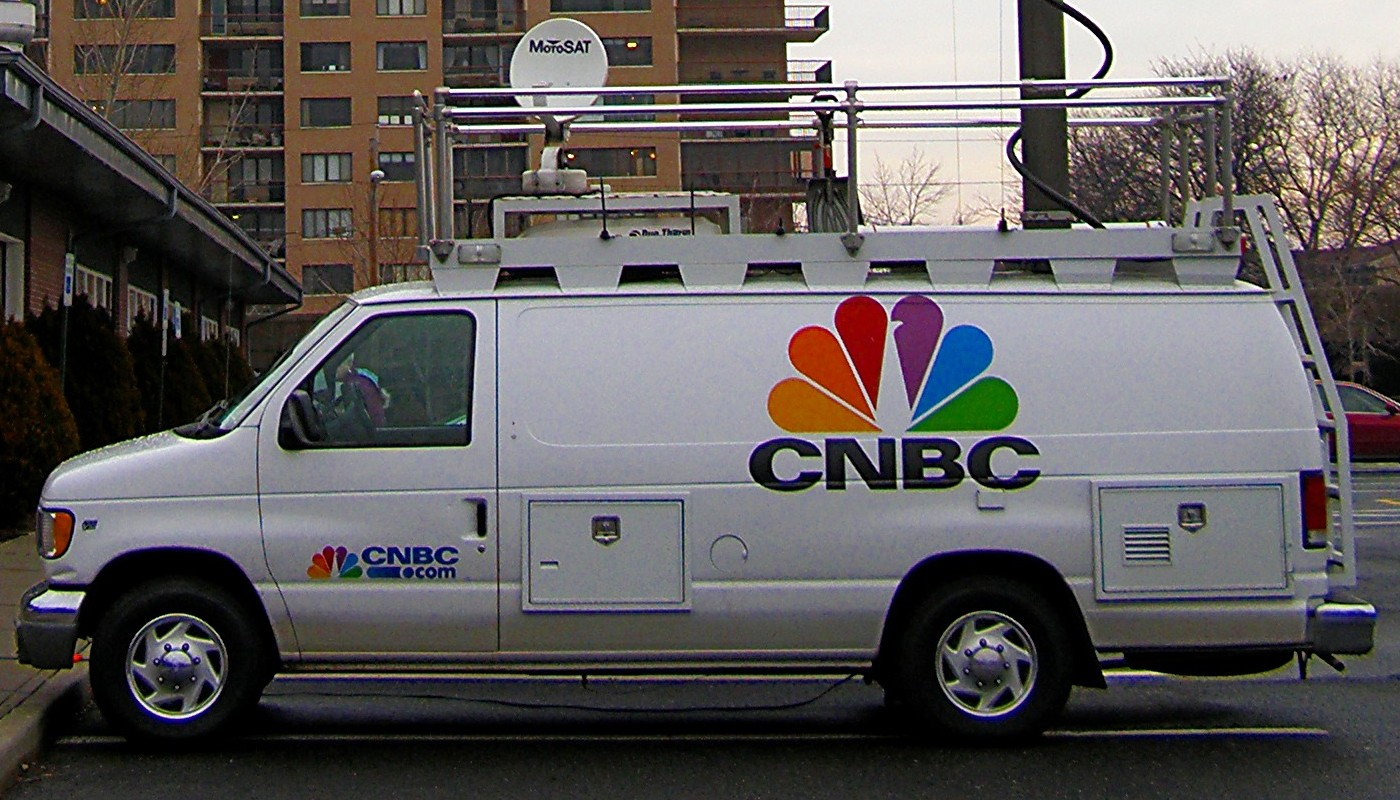
CNBC的衛星轉播車

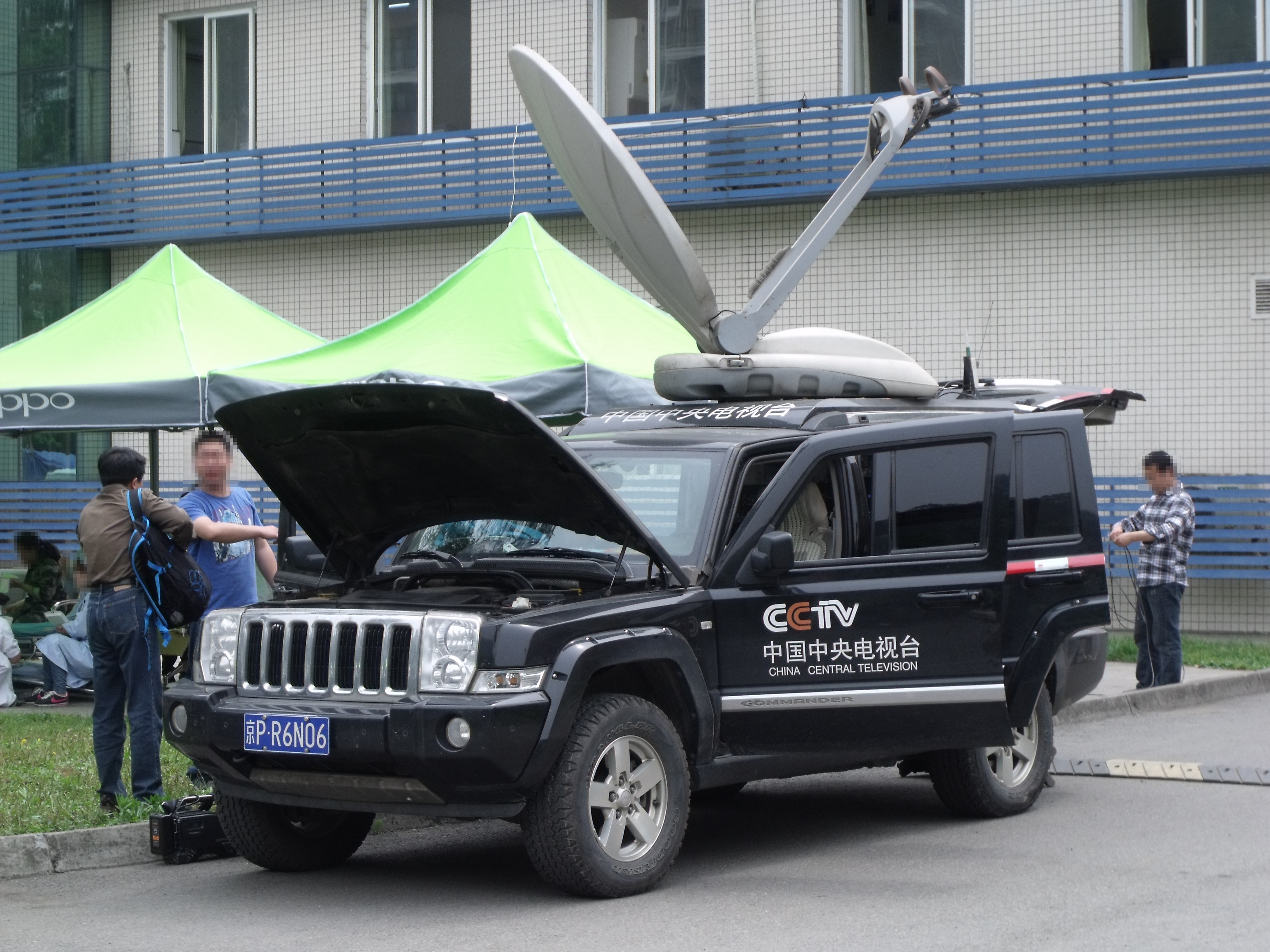
中國中央電視台的衛星轉播車

卫星新闻转播（Satellite News Gathering），英文简称SNG；有时特指装载全套SNG设备的专用车，称为“卫星新闻采访车”。
其实质上是一个移动式发射站，电视台工作人员可随时将所在现场的訊号通过人造卫星传送到电视台，电视台再从卫星接收訊号播出。SNG的出现，大幅提高了电视新闻的即时性。

## 另見
- 現場直播
- 戶外轉播車（Outside Broadcasting Van）簡稱OB車